# Johanniterkommende Wädenswil

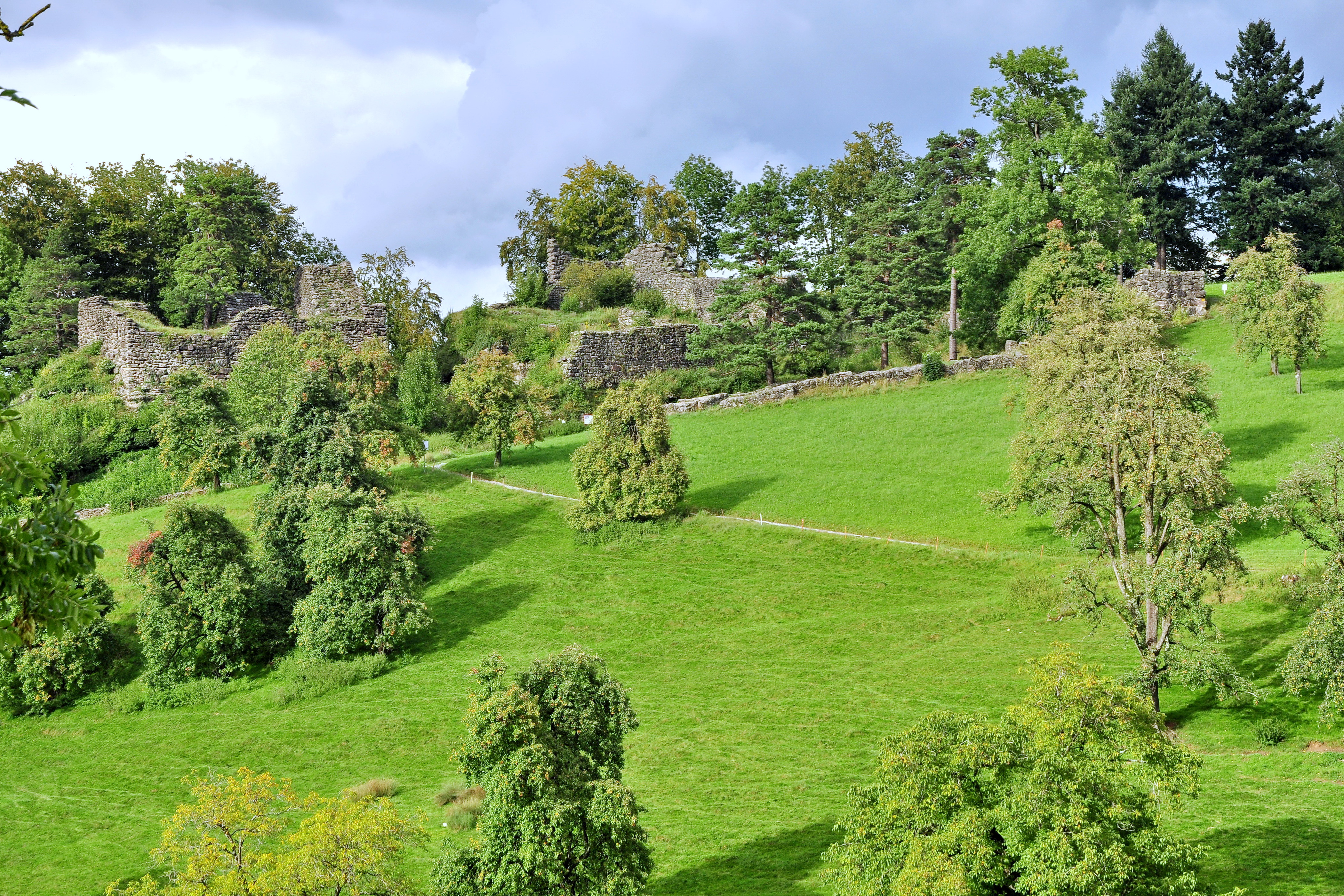
Burgruine Alt Wädenswil

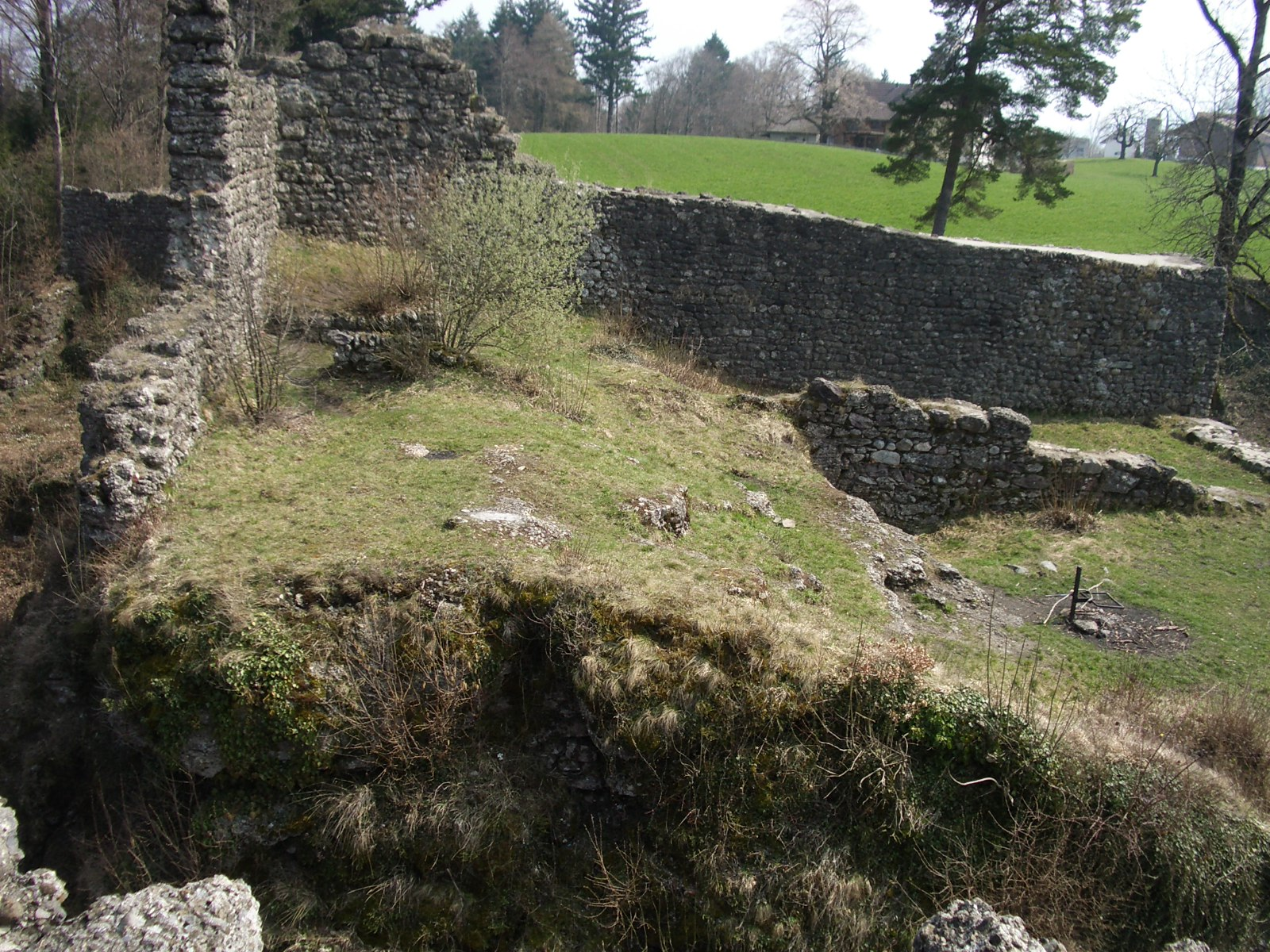
Grundmauern des Johanniterhauses auf der Ruine Alt-Wädenswil

Die Johanniterkommende Wädenswil war eine Niederlassung des Johanniterordens zwischen Wädenswil und Richterswil (Bezirk Horgen, Kanton Zürich, Schweiz). Das Ordenshaus wurde um 1300 von der Kommende Bubikon aus gegründet und wurde kurz nach 1330 eine eigenständige Kommende. 1549/50 wurde die Kommende schliesslich an die Stadt Zürich verkauft. Das ehemalige Burg- und Kommendegelände gehört heute zur Gemeinde Richterswil, der südöstlich anschließenden Nachbargemeinde von Wädenswil.

## Lage
Die Gebäude der Kommende lagen in bzw. bei der Burg Wädenswil, heute die Burgruine Alt-Wädenswil. Die anfangs des 14. Jahrhunderts errichteten Kommendegebäude lagen durch einen Graben getrennt östlich der Hauptburg bzw. der ursprünglichen Burg. Laut dem Inventar, das nach dem Verkauf 1550 aufgenommen wurde, hatte das Gebäude dreizehn Räume. Das ehemalige Burg- und Kommendegelände gehört heute zur Gemeinde Richterswil, der Nachbargemeinde von Wädenswil.
Die Herrschaft Wädenswil gehörte ursprünglich zur Diözese Konstanz. Die Kommende Wädenswil wurde dem (Gross-)Priorat Alemannia des Johanniterordens zugeordnet, das den grössten Teil Deutschlands, Nordwestpolen, die Niederlande, jeweils einen sehr kleinen Teil von Österreich, Belgien und Lothringen (jeweils eine Kommende/Niederlassung), das Elsass und die Schweiz umfasste. Der Begriff Grosspriorat Deutschland wie er häufig in der Literatur zu finden ist, ist insofern etwas irreführend. Das Priorat Alemannia, im Spätmittelalter dann Grosspriorat genannt, war im Mittelalter in acht Balleien untergliedert. Wädenswil gehörte zur Ballei der Oberen Lande, die Süddeutschland, Elsass und die Schweiz sowie je eine Kommende in Vorarlberg und in Lothringen umfasste. Sie war damit grösste Ballei in der Ordensprovinz Alemannia. Das (Gross-)Priorat Alemannia bildete neben dem (Gross-)Priorat Böhmen, Mähren, Österreich und Polen, dem Priorat Ungarn und dem Priorat Dacien (Dänemark und Skandinavien) die sogenannte Deutsche Zunge des Johanniterordens.

## Geschichte
Die Geschichte der Kommende vom Erwerb bis zum Verkauf an die Stadt ist vergleichsweise gut dokumentiert.

### Erwerb
Am 17. Juli 1287 kauften Heinrich von Lichtensteig, der Kommendator der Kommende Bubikon, und Berenger von Lauffen, der stellvertretende Prior der Ordensprovinz Alemannia die Herrschaft Wädenswil (heute die Gemeinden Wädenswil, Richterswil, Schönenberg, Hütten und Uetikon am See) mit dem Herrschaftssitz auf der Burg Wädenswil (heute Ruine Alt-Wädenswil) von Rudolf III., der keine Leibeserben hatte, um 650 Mark Silber. Letzterer behielt sich allerdings die Nutzung auf Lebenszeit vor. Dreizehn Jahre später starb Rudolf III. als letzter Freiherr der Herrschaft Wädenswil. Allerdings erhoben auch seine weiter entfernten Verwandten Anspruch auf das Erbe. Nach einem Schiedsspruch König Albrechts I. vom 1. Dezember 1300 mussten diese Erben vom Johanniterorden mit weiteren 270 Mark Silber abgefunden werden.
Allerdings hatten im Gebiet der Herrschaft Wädenswil auch noch andere geistliche Institutionen gewisse Rechte und die weitere Erwerbspolitik des Johanniterordens zielte darauf ab, ein möglichst geschlossenes Herrschaftsgebiet mit allen Rechten zu schaffen. Das Kloster Einsiedeln und die Fraumünsterabtei Zürich hatten einige Leibeigene im neuerworbenen Herrschaftsgebiet. Der Kommendator Heinrich von Lichtensteig erreichte 1290, dass Gottfried von Hünenberg, der Vogt dieser Klosterleibeigenen, versprach (oder versprechen musste?), die Vogtei über diese Leute nicht an Dritte zu veräussern. Es gelang dem Orden aber erst 1408 die Vogtei für 900 Gulden von Bürgermeister und dem Rat von Zürich zu kaufen. Erstaunlicherweise brachten die Leibeigenen selber die Kaufsumme auf und wurden aus der Leibeigenschaft entlassen.
Das Kloster Wettingen verkaufte 1291 für 400 Gulden den Kirchensatz und die Vogtei über die Kirche von Wädenswil an den Orden. 1427 konnte der Orden weitere Rechte aus dem Besitz des Götz von Hünenberg erwerben. In den Orten Wädenswil, Richterswil, Schönenberg, Hütten und Uetikon am See hatte der Orden nun die hohe und niedere Gerichtsbarkeiten und die meisten Rechte an sich gebracht. Bereits 1298 nannte sich der Kommendator von Bubikon, Hugo von Werdenberg, erstmals auch Kommendator von Wädenswil. Ab 1322 hatte die Kommende Wädenswil auch ein eigenes Siegel. Spätestens 1330 wurde Wädenswil eine selbständige Johanniterkommende mit eigenem Kommendator. Der bisherige Kommendator Hugo I. von Werdenberg übernahm die neue Kommende Wädenswil, während für die Mutterkommende Bubikon ein neuer Kommendator eingesetzt wurde.
Der Kommendator Hugo II. von Werdenberg-Sargans kaufte 1358 von den Freiherren von Tengen Hof, Kirche und Kirchensatz von Küsnacht für die hohe Summe von 1093 Mark Silber und errichtete dort ein Ordenshaus für sechs Priesterbrüder und sechs Diener/Laien. Dazu musste er allerdings hohe Darlehen aufnehmen, für die er die Kommenden Bubikon, Hohenrain und Wädenswil als Pfand setzte. 1372 beantragte er bei Papst Gregor XI. in Avignon die Inkorporierung der Pfarrkirche Küsnacht in das neue Ordenshaus, die 1373 durch Bevollmächtigte des Churer Bischofs Friedrich von Erdingen durchgeführt wurde. Die Kommende Wädenswil gehörte zu dieser Zeit zu den bedeutenderen Kommenden im deutschen Großpriorat. Den Heimbacher Vergleich von 1382, den der Großprior Conrad von Braunsberg mit der Ballei Brandenburg abschloss, unterzeichnete auch der Wädenswiler Kommendator Hartmann von Werdenberg.
1409 wurden die Rechtsverhältnisse in der Herrschaft Wädenswil aufgezeichnet. Vor 1495 geriet die Kommende erneut in die Abhängigkeit von Bubikon. Ab der Mitte des 15. Jahrhunderts erhielt der jeweilige Grossprior der Ordensprovinz Alemannia die Kommenden Bubikon und Wädenswil als Tafelgut. Grossprior Johann Loesel residierte hauptsächlich in Wädenswil. Allerdings wurden die beiden Kommenden bereits damals von Verwaltungsbeamten, sog. Schaffnern, verwaltet.

### Wirtschaftliche Lage
Die Kommende Wädenswil kann als ausgesprochen ertragreiche Kommende bezeichnet werden. Nach dem Visitationsbericht von 1495 kamen aus den Orten Richterswil, Wollerau, Hütten, Rüti, Wädenswil, Hangenmols und In der Eychen immerhin 563 Scheffel ungereinigter Spelz und 12 Scheffel gereinigter Spelz ein 275 Scheffel Hafer, 175 Salm Wein und 136 Gulden 23 Schillinge an Bargeld. Nach Abzug der Ausgaben verblieb ein Reingewinn von 322 rheinischen Goldgulden. 1541 stellte sich die Situation noch besser dar. Damals belief sich der Reingewinn auf 924 Gulden 13 Schillinge. 1489 musste die Kommende Wädenswil jährlich 38 Gulden als sog. Responsgeld an die Ordenszentrale abführen. Diese Abgabe stieg nach der Neuansetzung 1501 auf jährlich 71 Gulden.

### Konvent
In Wädenswil existierte anfangs des 14. Jahrhunderts ein kleiner Konvent von Priesterbrüdern und Laien neben dem Kommendator. 1310 lebten dort vier Brüder und der Verwalter, 1332 treten ebenfalls vier Brüder des Konvents als Zeugen auf. Im Kapitel von Heimbach von 1367 (Generalversammlung des Priorats Alemannia) wurde für Wädenswil demgegenüber ein Konvent von nur einem Priesterbruder und neun Laien beschlossen. Ein Hospital ist für Wädenswil nicht belegt. Der Konvent scheint jedoch Herberge gewährt und auch Pflegedienste geleistet zu haben. Mit dem Niedergang und dem Nachwuchsmangel des Johanniterordens im späteren 15. Jahrhundert verwalteten 1495 bereits Weltgeistliche die Pfarreien Wädenswil und Richterswil, ein Konvent existierte nicht mehr. Allerdings amtete noch ein Ordensbruder als Schaffner auf der Burg bzw. im Johanniterhaus. Die Kommendatoren, die ja zugleich auch Grosspriore der Ordensprovinz Alemannia waren, hielten sich nur noch gelegentlich in den Kommendegebäuden auf. 1541 verwaltete der weltliche Schaffner Johannes Wirz die Kommende.

### Beziehungen zu Zürich
Die Herrschaft Wädenswil bzw. des weltliche Herrschaftsgebiet der Kommende Wädenswil lag am Südufer des Zürichsees, im Grenz- und Interessengebiet zwischen der alten Eidgenossenschaft und der Reichsstadt Zürich. 1342 schloss der damalige Kommendator Herdegen von Rechberg einen Burgrechtsvertrag mit der Stadt Zürich ab. Die Konventsmitglieder waren quasi Bürger der Stadt Zürich und erhielten auch ein Versprechen auf Schutz. Sie mussten dafür aber eine Steuer von 5 Pfund Heller bezahlen. 1377 wurde der Vertrag von Kommendator Hartmann von Werdenberg-Sargans erneuert. 1412 wurde es erneut durch Kommendator Hugo von Montfort-Bregenz bestätigt.

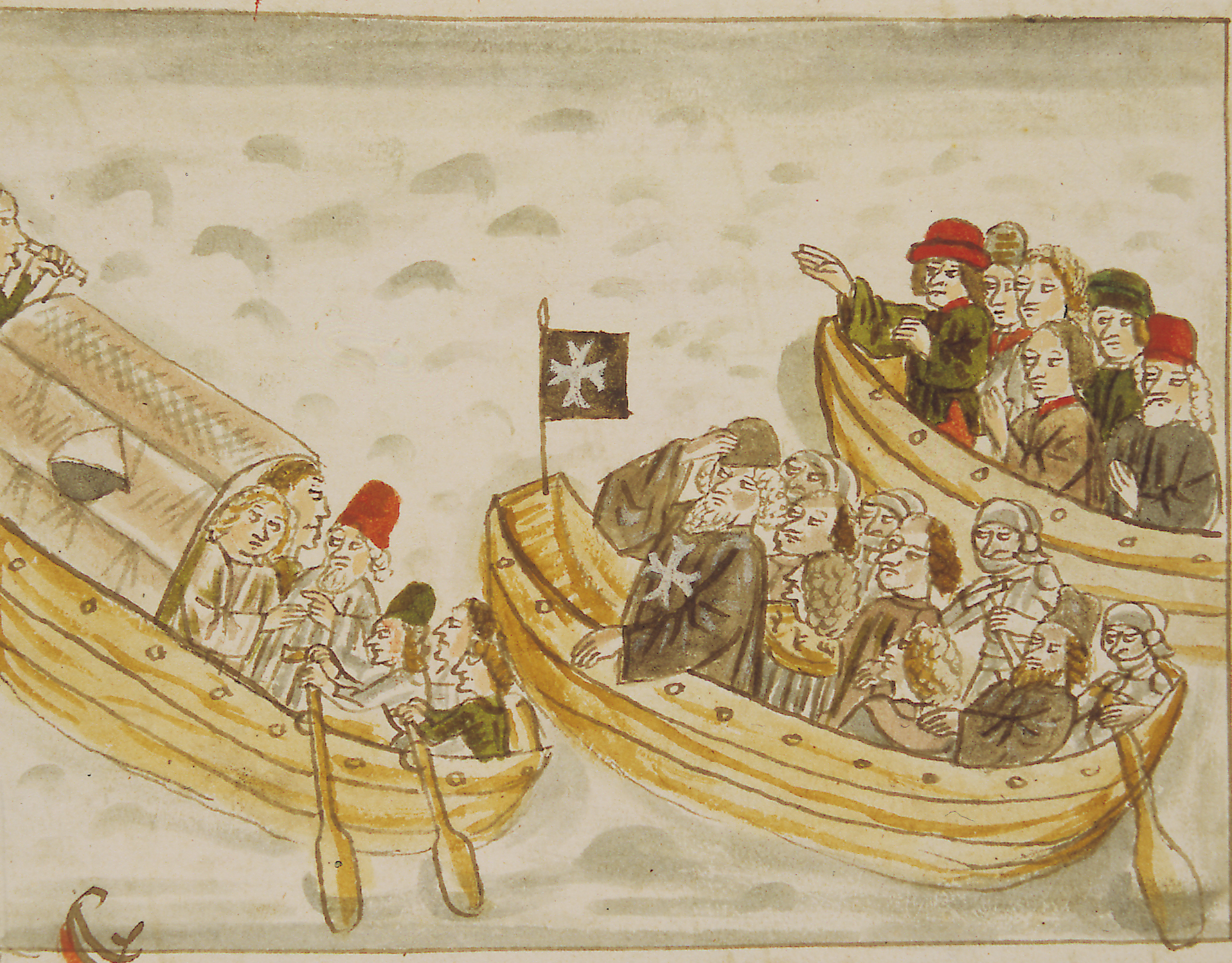
Johann Loesel vermittelt im Boot im Februar 1446 im Alten Zürichkrieg zwischen den Eidgenossen und der Reichsstadt Zürich (aus Gerold Edlibachs Zürcher Chronik).

Die enge Anlehnung an Zürich hatte allerdings ihren Preis. Die ursprüngliche Exemption der Kommende von allen weltlichen und geistlichen Gerichten oder Unabhängigkeit wurde zunehmend ausgehöhlt. Auch griff Zürich immer mehr in die inneren Angelegenheiten der Herrschaft Wädenswil ein und wurde zum zweiten Herrn der Untertanen der Herrschaft Wädenswil. Bereits Kommendator Hugo von Montfort-Bregenz (1412 bis 1444) vereinbarte mit Zürich, dass die Zürcher Frevelgerichtsordnung auch in der Herrschaft Wädenswil gelten sollte. Es gelang dem Kommendator Johann Loesel auch nicht ganz, die Herrschaft Wädenswil aus den kriegerischen Auseinandersetzungen zwischen der Alten Eidgenossenschaft und der Reichsstadt Zürich während des Alten Zürichkriegs herauszuhalten.

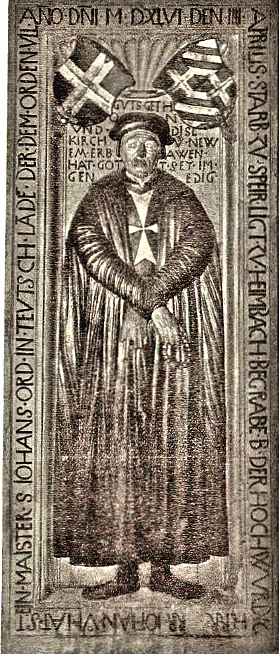
Epitaph für den Großprior Johann von Hattstein in der Bartholomäus-Kirche in Heitersheim

In der ersten Phase des Krieges stationierte die Stadt Zürich 1439/40 Truppen auf dem Gebiet der Herrschaft. Sie mussten nach der Niederlage der Zürcher bei Pfäffikon und dem Frieden von Kilchberg (1460) wieder abgezogen werden, auch das Burgrecht der Kommende Wädenswil mit der Reichsstadt Zürich musste aufgelöst werden. Die Kommende Wädenswil konnte so in den weiteren Auseinandersetzungen tatsächlich ihre Neutralität wahren. Über grössere Schäden ist nichts bekannt. Nach mehreren Niederlagen der Zürcher und deren glänzendem Sieg in der Seeschlacht bei Männedorf auf dem Zürichsee vermittelte im Februar 1446 der damalige Kommendator von Wädenswil Johann Loesel im Boot auf dem Zürichsee zwischen den verfeindeten Eidgenossen und der Reichsstadt Zürich. Bis zum endgültigen Friedensschluss dauerte es aber noch weitere vier Jahre. Nach dem Vergleich im Kloster Kappel (8. April 1450) bzw. nach dem endgültigen Schiedsverfahren von Einsiedeln (13. Juli 1450) zwischen den Eidgenossen und der Reichsstadt Zürich erneuerte Johann Loesel als Kommendator von Wädenswil am 4. Juli 1450 das Burgrecht mit Zürich. Auch die folgenden Kommendatoren erneuerten das Burgrecht mit Zürich jeweils bei ihrem Amtsantritt.
Schon unter Kommendator Johann Loesel griff die Stadt Zürich indirekt durch Schiedssprüche in die inneren Angelegenheiten der Kommende ein. So 1451 und 1454 bei Streitigkeiten um Zehntleistungen, dem Unterhalt des Chors der Kirche, Bannwein und Waldnutzung sowie 1455 über die Nutzung von Kirchengut. Unter Kommendator Walter von Bussnang entschied Zürich Streitigkeiten zwischen Kommendator und seinen Untergebenen über die Gerichtsordnung, Mannschaftsrecht, gewerbliches Recht, die Nutzung von Allmende und Wald, und das Abhalten von Gemeindeversammlungen durch den sogenannten Bussnangbrief. 1466/67 wollte Zürich durchsetzen, dass auch die Untertanen der Herrschaft Wädenswil durch Zürich besteuert wurden. Einige Untertanen weigerten sich und Zürich besetzte das Territorium. Dies hätte beinahe zum erneuten Ausbruch des Krieges mit der alten Eidgenossenschaft geführt. Die als Schiedsrichter angerufene Stadt Bern entschied zugunsten von Zürich.
Unter Kommendator Rudolf von Werdenberg-Sargans, der häufig von seiner Kommende abwesend war, setzte der Zürcher Rat 1484 durch, dass für die Verwaltung der Kommende nur Zürcher Bürger eingestellt werden durften. Der erste Zürcher Schaffner, Ulrich Schwend (1484 bis 1489) trat gegenüber den Untertanen wie ein städtischer Vogt auf.
1495 und 1497 musste Zürich erneut vermittelnd eingreifen, als der Streit zwischen Kommendator und Untergebenen über die Frevelgerichtsbarkeit, die Bussenordnung, den Unterhalt der Pfarrkirchen und das Recht auf Verpflegung bei Frondiensten zu eskalieren drohte. 1508 hatte auch der folgende Kommendator Johann Heggenzer von Wasserstelz Streit mit den Untergebenen wegen der Abgabe von Fastnachtshühnern. Über ein Eingreifen Zürichs ist in diesem Fall allerdings nichts bekannt.
Unter Kommendator Johannes von Hattstein kam es 1524 und 1543 erneut zu Streitigkeiten mit seinen Untergebenen, die der Zürcher Rat schlichten musste. Anscheinend hatten sich Untergebene der Kommende als Söldner verdingt und damit gegen das Reislaufverbot verstossen.
Selbst unter dem letzten Kommendator Georg Schilling von Cannstatt ging der Verlust der alten Rechte weiter, vielleicht schon in Hinblick auf den beabsichtigten Verkauf. 1546 dehnte Zürich das bisher auf bestimmte Fälle begrenzte Appellationsrecht der Untertanen der Herrschaft Wädenswil an die Gerichtsbarkeit der Stadt Zürich auf alle Rechtsfälle aus. Dem Kommendator verblieb nur noch die niedere Gerichtsbarkeit. Die Untertanen der Herrschaft Wädenswil waren zwar noch Untertanen des Kommendators, jedoch de facto schon Bürger der Stadt Zürich. Am 2. Mai 1547 erneuerte Georg Schilling von Cannstatt das Burgrecht mit Zürich. Das Asylrecht der Johanniterkommende wurde schliesslich mit einer Vereinbarung mit Zürich vom 7. Mai 1547 über Bord geworfen, als der Kommendator mit der Stadt Zürich die gegenseitige Auslieferung flüchtiger Verbrecher vereinbarte.

### Reformation und Verkauf
Unter Kommendator Johannes von Hattstein, der auch von 1512 bis 1546 Grossprior der Ordensprovinz Alemannia war, gingen die Streitigkeiten zwischen Kommendator und Untergebenen weiter und erreichten mit der Reformation eine andere Dimension. Hattstein war ein entschiedener Gegner der Reformation, auch sein Schaffner Ulrich Wirtz blieb beim alten Glauben. 1523 war es der Schaffner, der den Leutpriester von Georg Lüti des Amtes enthob, weil ihm dieser zu reformfreudig war. Am 12. Mai 1529 führten die Gemeinden Wädenswil und Richterswil trotzdem und gegen den Protest des Kommendators die Reformation ein. Ulrich Wirz, der gleichnamige Sohn als Nachfolger im Schaffneramt neigte dagegen der neuen Lehre zu. Im Ordenshaus selber wurde kein katholischer Gottesdienst mehr gehalten. Die Altäre wurden aber erst nach 1540 entfernt.
In einigen Landesteilen der Ordensprovinz Alemannia wurden mit der Reformation auch die Kommenden vom jeweiligen Landesherrn eingezogen. Daher wurden schon 1524 und 1536 Gespräche seitens des Ordens mit Zürich über einen Verkauf der Kommende Wädenswil geführt, um einer evtl. Enteignung zuvor zu kommen. Allerdings verweigerte die Ordensleitung in Malta zunächst ihre Zustimmung zum Verkauf. Am 4. April 1546 starb Johann von Hattstein in Speyer, nachdem er dem Ordenshaus in Wädenswil 36 Jahre lang als Kommendator vorgestanden hatte.
1546 wurde Georg Schilling von Cannstatt neuer Grossprior in der Ordensprovinz Alemannia. Er erhielt wie sein Vorgänger quasi als Amtsausstattung neben den Kommenden Heitersheim und Heimbach auch die Kommenden in Bubikon, Leuggern-Klingnau und Wädenswil. Am 7. Mai 1547 konnte Georg Schilling von Cannstatt noch den Huldigungseid der Untertanen entgegennehmen. Die Schwierigkeiten mit den Untertanen, der Verlust der ursprünglichen Rechte und die Enteignungen von Kommenden in anderen Teilen der Ordensprovinz Alemannia führten schliesslich zum Entschluss die Herrschaft Wädenswil zu verkaufen. Am 1. Februar 1548 bot Georg Schilling von Cannstatt die Herrschaft Wädenswil dem Rat von Zürich zum Kauf an. Am 16. August 1549 wurde der Kaufkontrakt aufgesetzt, mit der er die Herrschaft Wädenswil noch recht vorteilhaft um 20.000 Goldgulden an die Stadt Zürich veräußerte. Außerdem erhielt die Kommende Bubikon jährlich noch einen Zins in Höhe von 1000 Fischen. Allerdings legten einige Orte der Eidgenossenschaft, besonders Schwyz, das ebenfalls Interesse am Erwerb der Herrschaft Wädenswil hatte, Einspruch gegen den Kauf der Herrschaft Wädenswil durch die Stadt Zürich ein. Sie fühlten sich durch die Burg Wädenswil bedroht. Erst zum 11. August 1550 kam eine Einigung unter gewissen Bedingungen zustande. Der alte Kommendesitz, die Burg (Alt-)Wädenswil musste geschleift werden, was dann 1557 auch geschah. Am 10. Oktober 1550 quittierte der Johanniterorden den Empfang der Kaufsumme. Damit war der Verkauf endgültig. Einige Tage zuvor, am 1. Oktober 1550, war ein Inventarium der Kommendegebäude erstellt worden.
Die Herrschaft Wädenswil bzw. das Herrschaftsgebiet der Kommende Wädenswil wurde nun eine Landvogtei der Stadt Zürich. Zwischen 1550 und 1555 wurde für den Landvogt etwa 1,5 km Luftlinie entfernt und am Rand von Wädenswil das Schloss Wädenswil erbaut.

## Ausgrabungen auf dem Burg- bzw. Kommendegelände
Von der ehemaligen Kommende sind nur noch Mauerreste vorhanden. Im Jahr 1900 gründete sich ein Initiativkomitee und erwarb das ehemalige Burg- und Kommendegelände. 1902 wurde die Stiftung zur Erhaltung der Burg Alt-Wädenswil gegründet. Schon 1801 bis 1904 wurden erste Arbeiten zur Freilegung der Mauerreste durchgeführt. 1938 bis 1941 fanden weitere Ausgrabungsarbeiten statt, ebenso 1983. Gefunden wurden Werkzeuge, Waffenteile (Geschossspitzen und Teile für Rüstungen), Schlüssel, Münzen und Scherben von Tongeschirr und Trinkgläsern. Besonders bemerkenswert sind Funde von kunstvollen Ofenkacheln, die wohl aus den Repräsentationsräumen der Kommende stammen.

## Kommendatoren (auch Komture genannt)
| Amtszeit         | Kommendator | Sonstige Ämter und Bemerkungen |
| ---------------- | --- | --- |
| 1297 bis 1332    | Hugo I. von Werdenberg-Sargans Kommendator                                                                           | 1294 bis 1295 Kommendator in Überlingen, 1294, 1314, 1320, 1321 Kommendator in Feldkirch, 1297 bis 1329 Kommendator in Bubikon, 1306 Kommendator in Tobel                                                                  |
| 1335             | Rudolf von Büttikon                                                                                                  | 1315 bis 1352 Kommendator von Klingnau-Leuggern, 1330 Kommendator von Basel, 1331 Kommendator von Reiden, 1335 bis 1352 Kommendator von Biberstein, 1340 bis 1345 Kommendator von Hohenrain                                |
| 1342 bis 1354    | Herdegen von Rechberg († 16. Januar 1354)                                                                            | 1342 bis 1354 Kommendator in Wädenswil, 1343 Generalvisitator von Deutschland und Böhmen, 1344 bis 1350 Kommendator von Bubikon, 1348 Stellvertreter des Meisters in Übersee in deutschen Landen                           |
| 1354 bis 1373    | Hugo II. von Werdenberg-Sargans                                                                                      | war ausserdem Kommendator in Hohenrain, Bubikon und Biberstein, 1357 bis 1361 Prior von Deutschland |
| 1376 bis 1412    | Hartmann von Werdenberg-Sargans († 6. September 1416 auf Schloss Sonnenberg im Walgau, Vorarlberg, begraben in Chur) | 1360 in den Johanniterorden eingetreten, 1379 bis 1383 Kommendator in Feldkirch, 1393 Kommendator in Bubikon, 1388 bis 1416 Bischof von Chur                                                                               |
| 1412 bis 1444    | Hugo von Montfort-Bregenz                                                                                            | 1393 bis 1444 Kommendator in Bubikon, 1393 Kommendator von Küsnacht, 1406 bis 1444 Kommendator von Tobel, 1411 bis 1444 Grossprior und Kommendator von Klingnau-Leuggern, 1427 Kommendator von Münchenbuchsee              |
| 1445 bis 1460    | Johann Loesel (* um 1390; † 8. April 1460)                                                                           | 1434 bis 1460 Kommendator in Basel und Rheinfelden, 1445 bis 1460 Grossprior, 1445/46 Kommendator in Bubikon, 1445 bis 1460 Kommendator in Leuggern                                                                        |
| 1460 bis 1467    | Walter von Bussnang                                                                                                  | 1440 Kommendator in Heitersheim, 1444 bis 1468 Kommendator von Tobel und Feldkirch, 1459 Stellvertreter des Grosspriors, 1460 bis 1467 Kommendator in Bubikon, er resignierte die Kommende Wädenswil vor dem 24. Juli 1467 |
| 1467 bis 1481    | Johannes von Ow († 1481)                                                                                             | 1440 bis 1468 Kommendator in Freiburg i.Ü.1449 bis 1481 Kommendator von Münchenbuchsee, 1461 vermutlich auch Kommendator in Thunstetten, 1466 bis 1467 Großbailli, 1467 bis 1481 Grossprior und Kommendator von Bubikon    |
| 1481 bis 1505    | Rudolf von Werdenberg-Sargans (* um 1443; † 2. September 1505 in Freiburg im Breisgau)                               | 1472 bis 1502 Kommendator von Thunstetten, 1481 bis 1505 Grossprior und Kommendator in Bubikon, Leuggern-Klingnau und Wädenswil, 1491/92 und 1501 bis 1505 Kommendator in Biberstein                                       |
| 1505 bis 1512    | Johann Heggenzer von Wasserstelz († 1512)                                                                            | 1505 bis 1512 Grossprior und Kommendator von Bubikon, Leuggern-Klingnau und Wädenswil |
| 1512 bis 1546    | Johann von Hattstein (* um 1447, verm. in Usingen/Taunus; † 4. April 1546 in Speyer)                                 | 1505 bis 1512 Grossbailli, 1512 bis 1546 Grossprior und Kommendator von Bubikon, Leuggern-Klingnau und Wädenswil sowie Utrecht und Freiburg im Breisgau                                                                    |
| 1546 bis 1549/50 | Georg Schilling von Cannstatt (* um 1490 in Neuffen; † 2. Februar 1554 in Heitersheim oder auf Malta)                | 1522 stellvertretender Grossbailli, 1546 bis 1554 Grossprior, ab 1548 Reichsfürst von Heitersheim |